# Bućki III
Bućki III – dawny folwark. Tereny, na których leżał, znajdują się obecnie na Białorusi, w obwodzie mińskim, w rejonie wilejskim, w sielsowiecie Chocieńczyce.
Dawniej używana nazwa – Budźki.

## Historia
W czasach zaborów dobra w gminie Chocieńczyce, w powiecie wilejskim, w guberni wileńskiej Imperium Rosyjskiego.
W latach 1921–1945 folwark leżał w Polsce, w województwie wileńskim, w powiecie wilejskim, w gminie Chocieńczyce.
Powszechny Spis Ludności z 1921 roku nie podał danych dotyczących miejscowości. W 1931 w 3 domach zamieszkiwało 15 osób.
W okresie międzywojennym umiejscowiona była tu strażnica KOP „Budźki”. W 1932 roku obsada strażnicy zakwaterowana była w budynku prywatnym.
Wierni należeli do parafii rzymskokatolickiej w Radoszkowicach i prawosławnej w Chocieńczycach. Miejscowość podlegała pod Sąd Grodzki w Ilji i Okręgowy w Wilnie; właściwy urząd pocztowy mieścił się w Chocieńczycach.